# Гротино (Анкона)
Гротино је насеље у Италији у округу Анкона, региону Марке.
Према процени из 2011. у насељу је живело 98 становника. Насеље се налази на надморској висини од 169 м.